# Michael Schlagheck

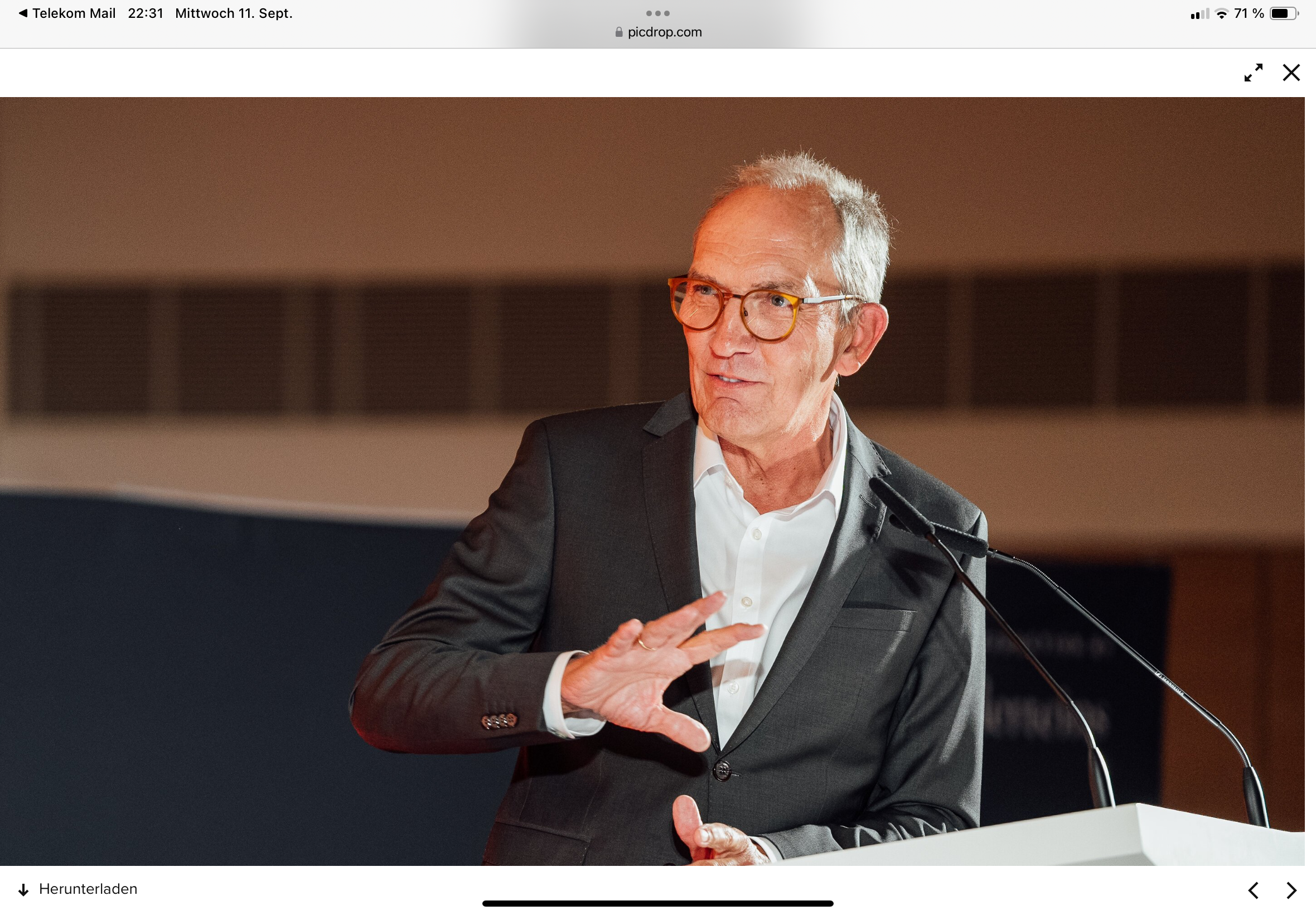
Michael Schlagheck

Michael Paul Schlagheck (* 29. März 1955 in Gladbeck) war von 1995 bis Juni 2019 Direktor der Katholischen Akademie des Bistums Essen Die Wolfsburg in Mülheim an der Ruhr.

## Leben
Michael Schlagheck studierte nach dem Abitur 1974 am Gymnasium St. Ursula in Dorsten Katholische Theologie und Anglistik für das Lehramt an der Universität Essen. Nach dem Ersten Staatsexamen im Jahr 1977 studierte er an der Universität Essen Erwachsenenbildung, Politikwissenschaften und Kath. Theologie mit dem Abschluss als Diplompädagoge. An der Rheinischen Friedrich-Wilhelms-Universität Bonn setzte Schlagheck seine Studien in den Fächern Erziehungswissenschaft, Psychologie und Christliche Gesellschaftslehre fort und promovierte 1995 mit einer Arbeit über die geistigen Wurzeln der Katholischen Akademiearbeit in Pädagogik und der theologischen Arbeit Romano Guardinis.
Ab 1978 arbeitete Schlagheck als Assistent in einer Katholischen Studentengemeinde. Von 1980 bis 1992 war er in verschiedenen Aufgabenfeldern des Bischöflichen Seelsorgeamtes Essen tätig, zuletzt als Referent für Grundsatzfragen in der Leitung.
Von 1992 bis 1995 war er stellvertretender Direktor, von 1995 bis 2019 Direktor der Katholischen Akademie des Bistums Essen Die Wolfsburg. Während dieser Zeit wurde Die Wolfsburg zu einem Dialogort für das interdisziplinäre Gespräch im Ruhrgebiet zu unterschiedlichen gesellschaftlichen, politischen und kulturellen Fragestellungen. Außerdem wurde sie unter seiner Leitung zu einem modernen Tagungshaus der Region umgestaltet. In den Jahren 2007 bis 2011 war Schlagheck Beauftragter des Bistums Essen für die Kulturhauptstadt Ruhr.2010. Damit zeichnete er verantwortlich für die Entwicklung und Durchführung der kirchlichen Projekte in der Kulturhauptstadt. Zehn Jahre war er Berater der Kommission der Deutschen Bischofskonferenz für gesellschaftliche und soziale Fragen. 
Michael Schlagheck ist verheiratet mit der Psychoanalytikerin Karin Schlagheck. Sie sind Eltern einer Tochter und eines Sohnes. 

## Schwerpunkte
Themenschwerpunkte seiner Arbeit sind der Dialog von Theologie, Kultur und Psychoanalyse, das Verhältnis von Gesellschaft, Staat und Kirche, die Entwicklung der Metropole Ruhr sowie der Dialog und die Zusammenarbeit mit unterschiedlichen Unternehmen im Ruhrgebiet.

## Engagement
Schlagheck engagiert sich u. a. als stellvertretender Vorsitzender des Kirchhellener Jugendfördervereins „Philipp Neri“ und als Leiter des Neusser Augustinus Forums der Stiftung Cor Unum.

## Publikationen
- Michael Schlagheck (Hrsg.): Wenn der Kinderwunsch unerfüllt bleibt. Wege der Bewältigung Würzburg, Echter 1989
- Michael Schlagheck: "Zeitvergeudung ist die schwerste aller Sünden" (Richard Baxter, 1615 - 1691). Zur Entwicklung des Zeitbewußtseins. in: Michael Schlagheck (Hrsg.). Leben unter Zeit-Druck. Über den Umgang mit der Zeit vor der Jahrtausendwende. Mülheim 1998, 182 - 204
- Michael Schlagheck (Hrsg.): Theologie und Psychologie über Identität und Fremdheit. Paderborn, Bonifatius 2000
- Jorge E. Carvajal, Wilfried Lanfermann, Michael Schlagheck, Dieter Spelthahn, Josef Thesing (Hrsg.): Marktwirtschaft und Soziale Gerechtigkeit für Lateinamerika. Münster, LIT Verlag 2000
- Willi Fährmann, Michael Schlagheck, Vera Steinkamp (Hrsg.): Spurensuche 11, Philosophisches und Religiöses in der Kinder- und Jugendliteratur. Mülheim, Katholische Akademie Die Wolfsburg 2001
- Michael Schlagheck (Hrsg.): Theologie und Psychologie im Dialog über Sterben und Tod. Paderborn, Bonifatius 2001
- Michael Schlagheck, Caspar Söling (Hrsg.): Theologie und Biologie im Dialog, Ich mache Fortschritte. Altern als Entwicklung. Paderborn, Bonifatius 2001
- Willi Fährmann, Michael Schlagheck, Vera Steinkamp (Hrsg.): Spurensuche 12, Mythen, Mächte und Magie. Harry Potter oder die Frage nach dem Woher und Wohin in der phantastischen Kinder- und Jugendliteratur. Mülheim, Katholische Akademie Die Wolfsburg 2001
- Willi Fährmann, Michael Schlagheck, Vera Steinkamp (Hrsg.): Spurensuche 13, Auf dem Weg zu sich selbst Literatur und Lebensstil. Mülheim, Katholische Akademie Die Wolfsburg 2001
- Willi Fährmann, Michael Schlagheck, Vera Steinkamp (Hrsg.): Spurensuche 14, Was Menschen ersehnen. Mülheim, Katholische Akademie Die Wolfsburg 2001
- Willi Fährmann, Michael Schlagheck, Vera Steinkamp (Hrsg.): Spurensuche 16, Klassiker – Streifzüge durch die Kinder- und Jugendliteratur. Mülheim, Katholische Akademie Die Wolfsburg 2001
- Michael Schlagheck, Günter Berghaus (Hrsg.): Dem Leben auf den Grund gehen: Emil Wachters Adveniat-Krypta in der Essener Münsterkirche. Essen, Klartext 2002
- Burkhard Kämper, Michael Schlagheck (Hrsg.): Zwischen nationaler Identität und europäischer Harmonisierung. Zur Grundspannung des zukünftigen Verhältnisses von Gesellschaft, Staat und Kirche in Europa. Berlin, Duncker & Humblot 2002
- Thomas Auchter, Michael Schlagheck (Hrsg.): Theologie und Psychologie im Dialog über den Traum. Paderborn, Bonifatius 2003
- Thomas Auchter, Michael Schlagheck (Hrsg.): Theologie und Psychologie im Dialog über Erinnern und Vergessen. Paderborn, Bonifatius 2003
- Thomas Auchter, Michael Schlagheck (Hrsg.): Theologie und Psychologie im Dialog über den Wahn der Machbarkeit. Paderborn, Bonifatius 2003
- Thomas Auchter, Michael Schlagheck (Hrsg.): Theologie und Psychologie im Dialog über die Erfahrung des Bruchstückhaften und die Sehnsucht nach Ganzheit. Paderborn, Bonifatius 2006
- Michael Schlagheck, Susanna Schmidt, Thomas Sternberg (Hrsg.): Zerreiß doch die Wolken. Texte zum Nachdenken. Freiburg im Breisgau, Verlag Herder 2007
- Thomas Auchter, Michael Schlagheck (Hrsg.): Theologie und Psychologie im Dialog über den Wahn der Machbarkeit und die Kraft der Leidensfähigkeit. Paderborn, Bonifatius 2007
- Michael Schlagheck: Dem Potenzial von eigener Geschichte und eigener Ästhetik trauen. Zum kirchlichen Engagement in der Kulturhauptstadt RUHR.2010. in: Jens Lieven, Michael Schlagheck, Barbara Welzel (Hrsg.): Netzwerke der Memoria. Essen, Klartext Verlag 2013, 239 - 247
- Michael Schlagheck: Ein kirchlicher Ort in einem vielgestaltigen Netzwerk. Die Katholische Akademie Die Wolfsburg in der Metropole Ruhr, in: Diakonia 48 (2017),  125 - 132
- Michael Schlagheck: Kirchliche Räume des Sprechens eröffnen. Plädoyer für Pluralismus und Zweifel, in: Ordenskorrespondenz 63 (2022)30 - 36
- Michael Schlagheck: "Das mütterlichste aller Wörter". Jesaja 66,5-14, in: Nikolaus Schneider (Hrsg.): Mit der Bibel durch das Jahr. Ökumenische Bibelauslegungen 2024. Freiburg, Kreuz Verlag 2023, 351
- Michael Schlagheck: Eine entlastende und ermutigende Vision. Jesaja 66,15-24. in: Nikolaus Schneider (Hrsg.): Mit der Bibel durch das Jahr. Ökumenische Bibelauslegungen 2024. Freiburg, Kreuz Verlag 2023, 352
- Michael Schlagheck: Die Frage nach Gott nicht aufgeben. Lukas1,1-17. in: Nikolaus Schneider (Hrsg.): Mit der Bibel durch das Jahr. Ökumenische Bibelauslegungen 2024. Freiburg, Kreuz Verlag 2023, 353
- Michael Schlagheck: Die vorbehaltlose Zuwendung Gottes. Lukas 15,1-10. in: Nikolaus Schneider (Hrsg.): Mit der Bibel durch das Jahr. Ökumenische Bibelauslegungen 2025. Freiburg, Kreuz Verlag 2024, 276
- Michael Schlagheck: Gottes grenzenlose Liebe. Lukas 15, 11-32. in: Nikolaus Schneider (Hrsg.): Mit der Bibel durch das Jahr 2025. Freiburg, Kreuz Verlag 2024, 277

Reihenherausgeberschaft
- Katrinette Bordarwé, Jan Gerchow, Klaus Lange, Alfred Pothmann, Hedwig Röckelein, Thomas Schilp, Michael Schlagheck (Hrsg.): Herrschaft, Liturgie und Raum, Studien zur mittelalterlichen Geschichte des Frauenstifts Essen, Essener Forschungen zum Frauenstift, Band 1. Essen, Klartext-Verlag 2002
- Katrinette Bordarwé, Brigitta Falk, Jan Gerchow, Klaus Lange, Hedwig Röckelein, Thomas Schilp, Michael Schlagheck (Hrsg.): Essen und die sächsischen Frauenstift im Frühmittelalter, Essener Forschungen zum Frauenstift, Band 2. Essen, Klartext-Verlag 2003
- Katrinette Bordarwé, Brigitta Falk, Jan Gerchow, Klaus Lange, Hedwig Röckelein, Thomas Schilp, Michael Schlagheck (Hrsg.): Reform – Reformation – Säkularisation, Frauenstifte in Krisenzeiten, Essener Forschungen zum Frauenstift, Band 3. Essen, Klartext-Verlag 2004
- Katrinette Bordarwé, Brigitta Falk, Jan Gerchow, Klaus Lange, Hedwig Röckelein, Thomas Schilp, Michael Schlagheck (Hrsg.): Gandersheim und Essen – Vergleichende Untersuchungen zu sächsischen Frauenstiften, Essener Forschungen zum Frauenstift, Band 4. Essen, Klartext-Verlag 2006
- Klaus Gereon Beuckers, Katrinette Bordarwé, Birgitta Falk, Klaus Lange, Hedwig Röckelein, Thomas Schilp, Michael Schlagheck (Hrsg.): …wie das Gold den Augen leuchtet, Schätze aus dem Essener Frauenstift, Essener Forschung zum Frauenstift, Band 5. Essen, Klartext-Verlag 2007
- Klaus Gereon Beuckers, Katrinette Bordarwé, Birgitta Falk, Klaus Lange, Hedwig Röckelein, Thomas Schilp, Michael Schlagheck (Hrsg.): Pro remedio et salute anime peragemus, Totengedenken am Frauenstift Essen im Mittelalter, Essener Forschungen zum Frauenstift, Band 6. Essen, Klartext-Verlag 2008
- Klaus Gereon Beuckers, Katrinette Bodarwé, Birgitta Falk, Klaus Lange, Hedwig Röckelein, Thomas Schilp, Michael Schlagheck (Hrsg.): Frauenstifte – Frauenklöster und ihre Pfarreien, Essener Forschungen zum Frauenstift, Band 7. Essen, Klartext-Verlag 2009
- Klaus Gereon Beuckers, Katrinette Bodarwé, Birgitta Falk, Ute Küppers-Braun, Klaus Lange, Gisela Muschiol, Hedwig Röckelein, Thomas Schilp, Michael Schlagheck (Hrsg.): Katholisch – Lutherisch – Calvinistisch, Frauenkonvente im Zeitalter der Konfessionalisierung, Essener Forschung zum Frauenstift, Band 8. Essen, Klartext-Verlag 2010
- Klaus Gereon Beuckers, Katrinette Bodarwé, Birgitta Falk, Ute Küppers-Braun, Klaus Lange, Gisela Muschiol, Hedwig Röckelein, Thomas Schilp, Michael Schlagheck, Annemarie Stauffer (Hrsg.): Frauen bauen Europa, Internationale Verflechtungen des Frauenstifts Essen, Essener Forschungen zum Frauenstift, Band 9. Essen, Klartext-Verlag 2011
- Klaus Gereon Beuckers, Katrinette Bodarwé, Birgitta Falk, Ute Küppers-Braun, Klaus Lange, Gisela Muschiol, Hedwig Röckelein, Thomas Schilp, Michael Schlagheck, Annemarie Stauffer (Hrsg.): Liturgie in mittelalterlichen Frauenstiften, Forschungen zum Liber Ordinarius, Essener Forschungen zum Frauenstift, Band 10. Essen, Klartext-Verlag 2012
- Klaus Gereon Beuckers, Katrinette Bodarwé, Birgitta Falk, Klaus Lange, Thomas Labusiak, Jens Lieven, Gisela Muschiol, Hedwig Röckelein, Thomas Schilp, Michael Schlagheck, Annemarie Stauffer (Hrsg.): Seide im früh- und hochmittelalterlichen Frauenstift, Besitz – Bedeutung – Umnutzung, Essener Forschungen zum Frauenstift, Band 11. Essen, Klartext-Verlag 2013
- Klaus Gereon Beuckers, Birgitta Falk, Thomas Labusiak, Klaus Lange, Jens Lieven, Gisela Muschiol, Hedwig Röckelein, Thomas Schilp, Michael Schlagheck, Annemarie Staufer (Hrsg.): Neue Räume – neue Strukturen, Barockisierung mittelalterlicher Frauenstifte, Essener Forschungen zum Frauenstift, Band 12. Essen, Klartext-Verlag 2014
- Michael Schlagheck, Arnd Uhle (Hrsg.): Essener Gespräche zum Thema Staat und Kirche, Band 54, Individualität und Institutionalität. 100 Jahre staatskirchenrechtliche Regelungen der Weimarer Reichsverfassung. Münster, Aschendorff Verlag 2019

| Personendaten    | Personendaten                           |
| ---------------- | --------------------------------------- |
| NAME             | Schlagheck, Michael                     |
| ALTERNATIVNAMEN  | Schlagheck, Michael Paul                |
| KURZBESCHREIBUNG | deutscher Pädagoge und Akademiedirektor |
| GEBURTSDATUM     | 29. März 1955                           |
| GEBURTSORT       | Gladbeck                                |